# Auguste Baron
Auguste Baron (París, 12 d'abril de 1855 - Neuilly-sur-Seine, 31 de maig de 1938) enginyer, músic, inventor, pioner francès del cinema sonor.

## Biografia
El seu pare que era catedràtic de frenologia i fisonomia al Museu d'Història natural, es va ocupar de la formació científica de l'August. Va estudiar a l'escola "Saint Louis" i a l'escola d'Arts i Oficis. El 1869 va començar els estudis de fotografia, que va interrompre per la guerra franco-alemanya i el setge de París de 1870. Acabada la guerra va seguir amb els estudis de Belles Arts i també de química, botànica i anatomia.
Abans de dedicar-se a la fotografia, i a les innovacions tecnològiques va treballar en diferents activitats, des de dibuixant a la revista "Le Monde Ilustré", electricista al Casino de París, fins a fer de músic en diverses sales d'espectacles. El 1877 va entrar a treballar a l'empresa Desjardin especialitzada en heliogravats pel sistema de heliografia, on d'alguna forma va començar la seva activitat com a inventor amb la millora dels acumuladors elèctrics de l'empresa.
Va fer estudis de música i a tocar el "piston" (una mena d'oboè), instrument que més tard tindria un cert protagonisme en els seves pel·lícules.
Va patentar quatre procediments de sincronització de cinema sonor entre 1896 i 1900 (entre els quals el graphonoscope), procediments que van continuar en l'estadi experimental. El 1898 va fer una demostració a l'Academia de Ciències amb una escerna d'una actriu cantant i el 1900 una altra amb una lectura de Hamlet per l'actriu Sarah Bernhardt.
Cap a la fi de la seva vida, va inventar l'hélio-glyptographe, un procediment de cinema en relleu.
L'any 1902 Léon Gaumont a partir dels sistemes i aparells de Baron, va proposar el "cronophone" que li va permetre la difusió de "fono-escenes".